# 基底小体

真核生物の鞭毛の模式図。1-軸糸、2-細胞膜、3-鞭毛間輸送、4-基底小体、5-鞭毛の断面図、6-基底小体の三連微小管

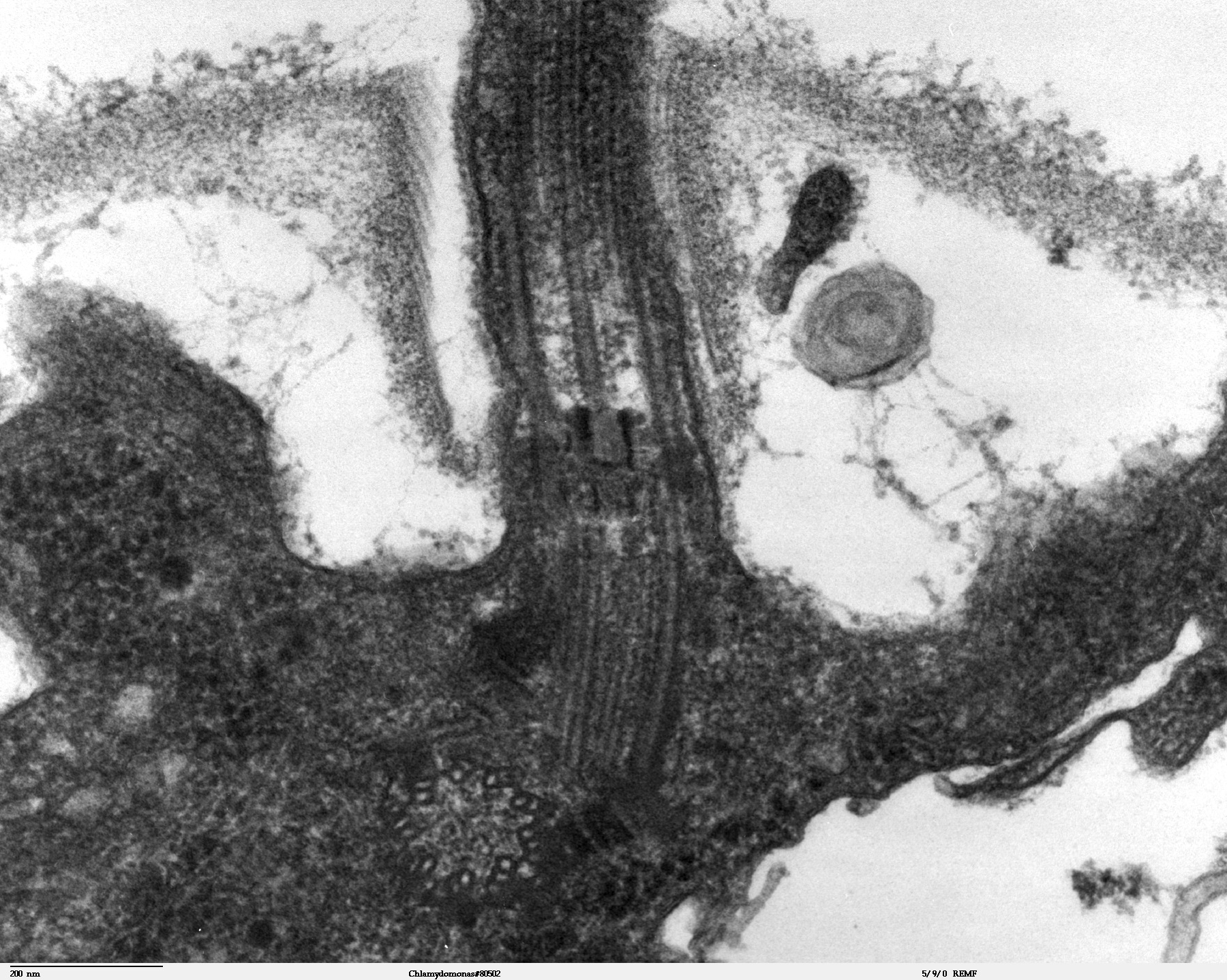
クラミドモナスChlamydomonas reinhardtiiの鞭毛領域の縦断面。基底小体は鞭毛の固定部位となっている。基底小体は中心小体に由来し、中心小体のものと類似した9つの三連微小管からなる下部構造を持つ。

基底小体（きていしょうたい、英: basal body, basal granule）またはキネトソーム（英: kinetosome）は、真核生物の波動毛（繊毛または鞭毛）の基底部に存在するタンパク質構造である。中心小体といくつかの付属的なタンパク質構造から形成され、本質的には中心小体に変化が加えられたものである。基底小体は、軸糸の微小管の伸長のための核形成部位として機能する。基底小体の由来となる中心小体は、微小管を中心体に固定するタンパク質の固定点の役割を果たし、微小管形成中心（MTOC）として知られる。これらの微小管は多くの真核細胞内で小胞や細胞小器官に構造的足場を提供したり移動を助けたりしている。

## 組み立てと構造
繊毛と基底小体は静止期または細胞周期のG1期に形成される。細胞がG1期に移行する前、すなわち繊毛が形成される前には、母中心小体は中心体の構成要素として機能している。
1つの一次繊毛しか持たない細胞では、G1期または静止期への移行に伴って母中心小体が基底小体に分化する。このように、こうした細胞では基底小体は中心小体に由来するが、基底小体は少なくとも2つの面で母中心小体とは異なる。まず、基底小体にはbasal footと呼ばれる構造が存在する。この構造は細胞質の微小管へ固定されており、繊毛の極性配置に必要である。また、基底小体には母中心小体のアペンデージ構造に由来するtransition fiberと呼ばれる風車型の構造が存在する。
複数の繊毛を持つ細胞では、多くの場合基底小体は中心小体から形成されるのではなく、deuterosomeと呼ばれる特別なタンパク質構造から新規に形成される。

## 機能
細胞周期が静止している間、基底小体は一次繊毛を組織し、細胞膜近傍の細胞皮質に位置している。細胞周期が進行すると、繊毛は再吸収されて基底小体は核へ移行し、そこで中心体を組織する機能を果たす。中心体、基底小体、繊毛は有糸分裂、細胞極性、細胞分裂、タンパク質輸送、シグナル伝達、運動性、知覚に重要である。
基底小体に局在するタンパク質の変異は、バルデー・ビードル症候群、口顔指症候群1型、ジュベール症候群、錐体桿体ジストロフィー、メッケル・グルーバー症候群、ネフロン癆を含むいくつかの線毛関連疾患と関係している。
基底小体の形成と空間的配向の調節は、γ-チューブリンのヌクレオチド結合ドメインの機能である。
植物は中心体を欠いており、運動性の精子を持つコケ植物やシダ植物などの下等植物のみが鞭毛と基底小体を持っている。